# Institució Teresiana
La Institució Teresiana, amb les sigles I.T., és una associació internacional de professionals laics de l'Església Catòlica fundada el 1911 per Pedro Poveda Castroverde. Compta amb diversos projectes, centres educatius i universitaris, centres culturals i socials, publicacions i editorials.

## Trajectòria
Des del 1913 edita la revista Crítica, dirigida des de l'inici per dones, i amb un gran ventall de col·laboradors. Entre els anys 50 i 60 editaren un tebeo, Molinete, per formar la infància.
El fundador, Pedro Poveda Castroverde, fou canonitzat el 4 de maig del 2003 per Joan Pau II. Victoria Díez Bustos de Molina, educadora i membre de la Institució Teresiana, també fou beatificada i reconeguda com a màrtir per Joan Pau II el 1993. La primera directora general de l'associació, Josefa Segovia Morón, està també en procés de beatificació.
La institució compta amb projectes educatius a trenta països de quatre continents: Espanya, Mèxic, Colòmbia, Veneçuela, Xile, Filipines, Irlanda, Índia, Brasil, Bolívia i l'Uruguai.